# Ay-sur-Moselle
Ay-sur-Moselle é uma comuna francesa na região administrativa de Grande Leste, no departamento de Mosela. Estende-se por uma área de 4,69 km². Em 2010 a comuna tinha 1 514 habitantes (densidade: 322,8 hab./km²).